# Mercat de la Boqueria

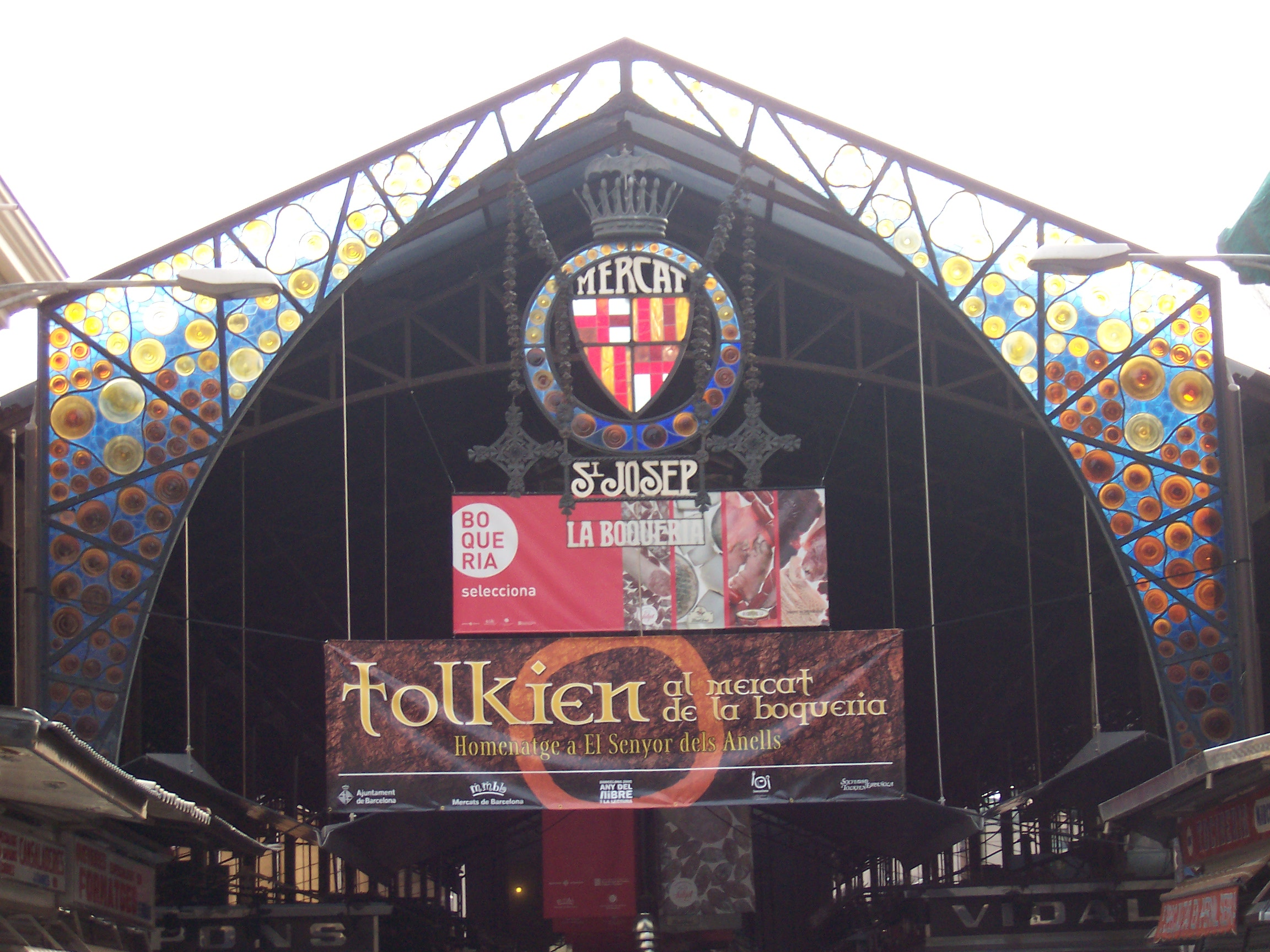
Hoofdingang vanaf de Rambla

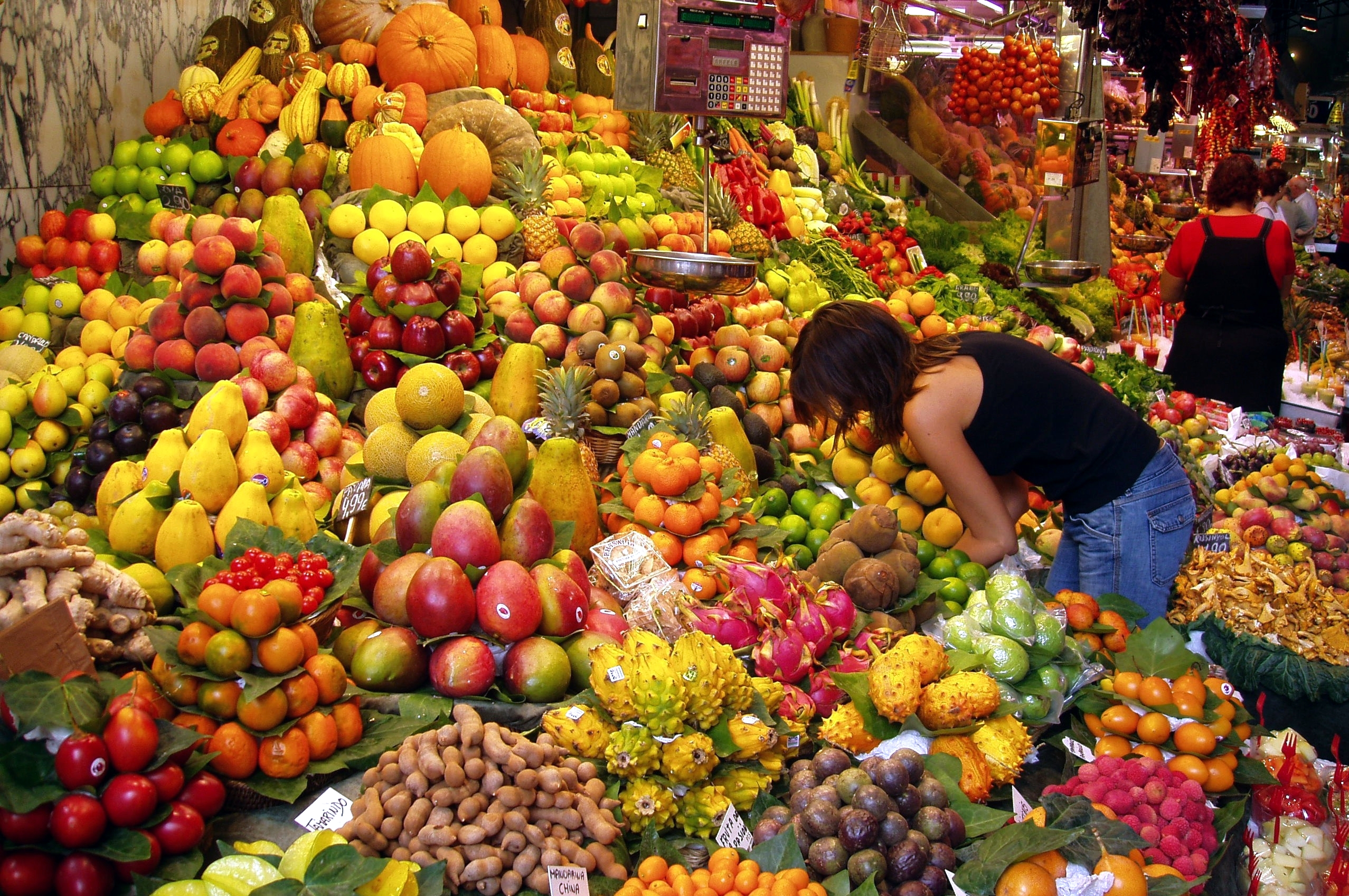
Fruitkraam

De Mercat de la Boqueria (officieel: Mercat de Sant Josep) is de grootste versmarkt van Spanje gelegen aan de Rambla de Sant Joseph in Barcelona. De markt is internationaal bekend en wordt dagelijks bezocht door veel toeristen en lokale klanten.
De Boqueria heeft een verkoopoppervlakte van 2.583 m² en wordt omringd door een gebouwengalerij en is aan vier zijden toegankelijk vanaf de omringende straten.
De markt bestaat uit een gridstructuur met een opdeling in sectoren, waarbij de vis centraal is geplaatst. Aan de achterzijde bevindt zich een kantoorgebouw met het lokale IMMB-bestuur van de markt en de organisatie van verkopers. Achter de markt bevindt zich een ondergrondse parkeergarage, met daarboven de parkeergelegenheid voor de markthandelaren. De markt is sinds begin 2006 onderdeel van de Europese marktorganisatie Emporion.

## Geschiedenis
De markt ontstond in de 13e eeuw als straatmarkt op de Rambla, hetgeen is gebleken uit oude documenten. Vanaf 1217 is bekend dat men tafels plaatste voor de verkoop van vlees bij de stadspoort Boqueria. Vanaf december 1470 werd hier de varkensmarkt gehouden. In die tijd begonnen ook verkopers van andere goederen hun goederen bij deze stadspoort of in de buurt daarvan te verkopen. De markt werd in die tijd Mercat Bornet genoemd of (tot 1794) Mercat de la Palla ("stromarkt"). De open ruimte waarop de markt plaatsvond was aanvankelijk omringd door een zuilengang en zou ook een overdakking moeten krijgen. De markt had echter geen officiële status en bestond uit de verlenging van de markt die plaatsvond op de Plaça Nova en die zich uitstrekte tot de Plaça del Pi. Later besloot men echter de markt af te scheiden en bouwde men een vismarkt naast de Rambla de Sant Josep, waar ook kraampjes voor slagers en gevogelteverkopers werden geplaatst.
Pas in 1826 werd de straatmarkt enigszins gereguleerd en in 1835 werd het besluit genomen om het Sant Josefklooster af te breken en er een plein aan te leggen, als onderdeel van het onteigeningsbeleid van kerkelijke gebouwen van de stad Barcelona voor het vrijmaken van de nodige ruimte voor de snelgroeiende stad. Het plein leek op de Plaça Reial. Een jaar later, in 1836, werd het plan opgesteld om op dit plein een markt te bouwen, waarvan de werkzaamheden begonnen op 19 maart 1840, onder leiding van architect Mas Vilà. Nog in hetzelfde jaar werd de Boqueriamarkt hier geopend, maar tot 1846 werden wijzigingen in het plan aangebracht en uitgevoerd. In 1848 werd nog een vismarkt achter de Palau de la Virreina ingericht. In 1856 kreeg de markt uiteindelijk haar officiële status. Eind 19e eeuw werd begonnen met het bouwen van de huidige ijzeren overkapping over de markt, die echter pas in 1914 gereed kwam. Drie jaar eerder werd een nieuwe vismarkt geopend.